# Lula Romero
Lula Romero, Maria de la Luz Romero Garrido (Palma, 1976) és una compositora de música electroacústica i acústica balear que actualment cursa un doctorat artístic a la Universitat de Música i Arts Escèniques de Graz, Àustria. És titulada en composició, piano i història de l'art.

## Biografia
Romero és titulada Superior en Composició i Professional de Piano pel Conservatori Superior de Música Manuel Castillo, Sevilla, així com Llicenciada en Història de l'Art per la Universitat de la mateixa ciutat. Va compaginar la seva tasca com a compositora amb la de professora al Conservatori Superior de Música de Sevilla en la matèria de Fonaments de la Composició. La seva formació es completa amb el títol de Màster en Composició al Royal Conservatoire de l'Haia amb Gilius van Bergeijk i Cornelis de Bondt com a professors. Actualment viu i treballa a Berlín.
Les seves obres han estat interpretades per conjunts de música contemporània, com KNM Ensemble Berlin, Vertix Sonora Ensemble, Nieuw Ensemble, Ligeti Academy Ensemble, Zafraan Ensemble, Radar Ensemble, Grup Instrumental de València, Grup Dhamar, Krater Ensemble, Rosa , Ensemble Espai Sinkro, Taller Sonoro, i pel pianista Alberto Rosado.
En el seu treball de composició, Romero explora els fenòmens de l'espai, el material, l'estructura i la forma i el material sonor en relació amb teories i pràctiques d'igualtat social i feminisme. Intenta a les seves composicions que la música no sigui un mer objecte de consum o art decoratiu sinó que digui alguna cosa per si mateixa. Les seves obres ens conviden a no ser passius i creïn noves possibilitats. A través d'una estructura complexa, la seva obra no busca expressar la individualitat o la sensibilitat de l'autora sinó la trobada amb l'altre.